# Evangelische Pfarrkirche Baden

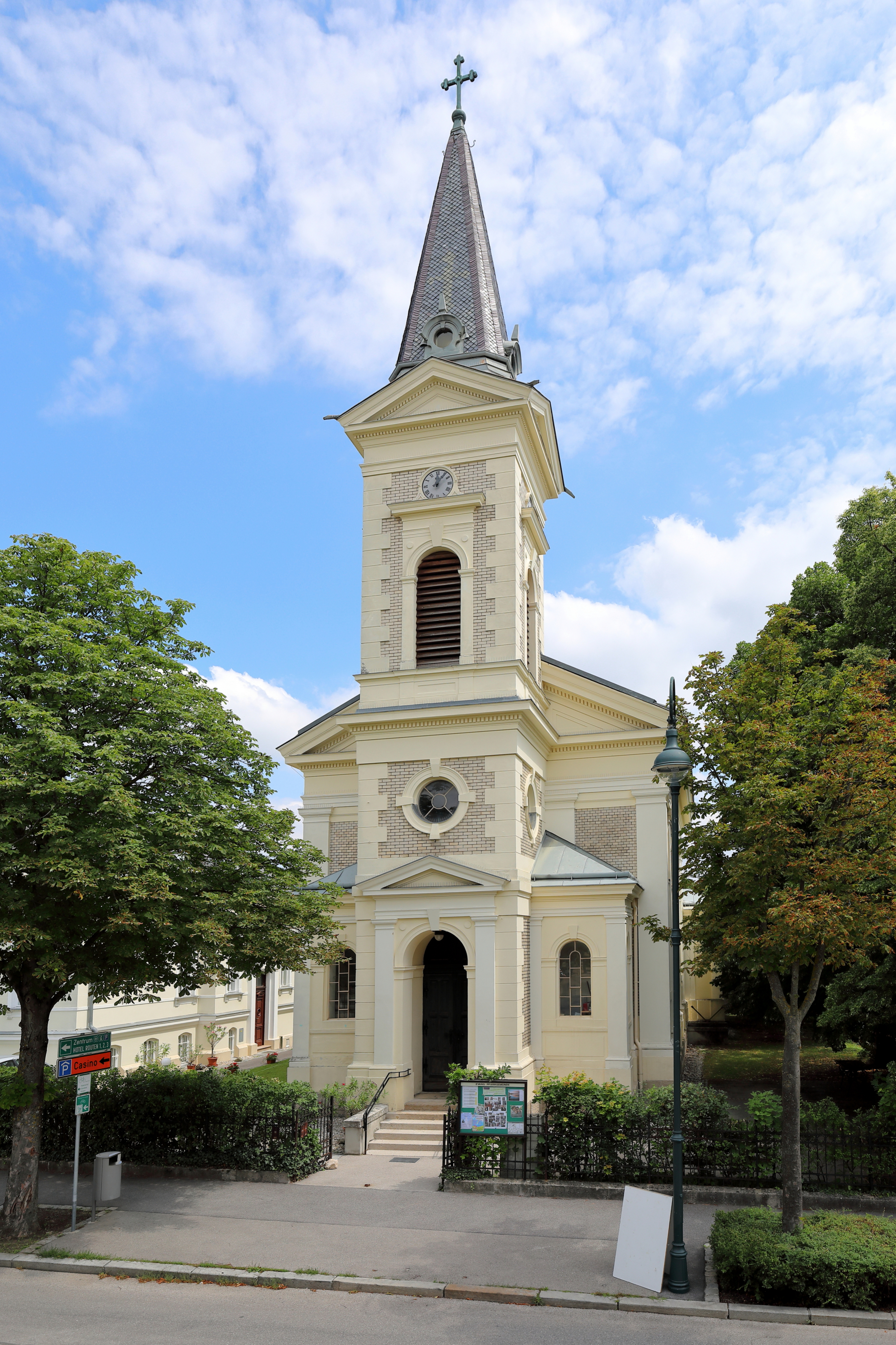
Evangelische Pfarrkirche Baden

Die Evangelische Pfarrkirche ist die evangelische Gemeindekirche von Baden in Niederösterreich. Sie gehört der Evangelischen Superintendentur A. B. Niederösterreich an.

## Geschichte
Durch den Zuzug von Unternehmern und Facharbeitern aus Norddeutschland infolge der Industrialisierungsphase des mittleren 19. Jahrhunderts hatte sich in Baden eine größere evangelische Gemeinde konstituiert. Als 1875 die Evangelische Pfarrkirche Mödling gegründet wurde, der auch Baden zugeordnet war, wurde hier zunächst eine Predigtstation eingerichtet. Die Gemeindegottesdienste fanden in verschiedenen öffentlichen und privaten Gebäuden statt. Als Stiftung von Elise Hötsch, der Witwe des aus Sachsen stammenden Bukarester Kaufmanns Friedrich Hötsch, wurden 1887 evangelische Kirche und Pfarrhaus erbaut und die zugehörige Pfarrstelle finanziert. An ihre Stiftung erinnert eine Gedenktafel im Eingang der Kirche. Die Kirchweih fand am 23. Oktober 1887 statt. 1895 wurde die Pfarre Baden geschaffen, deren erster Pfarrer Carl Gottfried Rolf noch in demselben Jahr verstarb. Unter seinem Nachfolger Robert Fronius, unter dem auch die Gründung der Evangelischen Pfarrkirche Traiskirchen als Filial von Baden erfolgte, fand die künstlerische Ausstattung der Kirche statt.

## Architektur
Die am 1887 nach Plänen von Stadtbaumeister Anton Breyer erbaute Badener Kirche stellt einen im Stil des Klassizismus errichteten Saalbau mit vorgestelltem Turmbau und halbkreisförmiger Apsis dar. Der Außenbau ist mit Pilastergliederung und Rundbogenfenstern, der Innenraum mit Blendarkaden strukturiert und von einer Voutendecke geschlossen.

## Ausstattung
Orgel mit dreiteiligem Prospekt, 1899 von Rieger Orgelbau.